# Нели Закс (награда)
Международната литературна награда „Нели Закс“ (на немски: Nelly-Sachs-Preis) е учредена през 1961 г. от град Дортмунд в чест на поетесата Нели Закс и се присъжда на две години.
Отличието се дава на лица, които показват „изключителни творчески постижения в областта на литературния и духовния живот“.
Паричната премия на наградата е в размер на 15 000 €.

## Носители на наградата (подбор)
- Нели Закс (1961)
- Алфред Андерш (1967)
- Джорджо Басани (1969)
- Илзе Айхингер (1971)
- Елиас Канети (1975)
- Херман Кестен (1977)
- Ерих Фром (1979)
- Хорст Бинек (1981)
- Хилде Домин (1983)
- Надин Гордимър (1985)
- Милан Кундера (1987)
- Давид Гросман (1991)
- Майкъл Ондатджи (1995)
- Хавиер Мариас (1997)
- Криста Волф (1999)
- Пер Улув Енквист (2003)
- Рафик Шами (2007)
- Маргарет Атууд (2009)
- Саша Станишич (2023)